# Parti libéral (Brésil impérial)
Ne doit pas être confondu avec Parti libéral (Brésil, 1985) ou Parti libéral (Brésil, 2006).
Le Parti libéral brésilien (en portugais : Partido Liberal brasileiro) est un parti politique monarchiste fondé en 1837 et éteint au moment de la disparition de l'Empire brésilien, en 1889.
Rival du Parti conservateur, le Parti libéral s'appuie sur les grands propriétaires ruraux, la bourgeoisie commerçante et les classes moyennes citadines. Il soutient l'autonomie provinciale, les élections directes et l'abolition de l'esclavage (à partir des années 1860).
Dissout à la chute de l'Empire, le parti libéral subit la scission de la Ligue progressiste (représentée par Joaquim Nabuco) à la fin des années 1860.